# 迪莫沃
迪莫沃 是位於保加利亞西北部的城市，屬維丁州。迪莫沃是迪莫沃行政區的行政中心都市。1878年后迪莫沃自奧斯曼土耳其改屬獨立的保加利亞。

## 外部連結
- Dimovo municipality page at the Vidin Province website （保加利亚文）